# منزله (استان دقهلیه)
منزله نام شهر و شهرستانی در استان دقهلیه مصر است.